# Manel Navarro
Manel Navarro Quesada (Sabadell, Cataluña, España, 7 de marzo de 1996), más conocido como Manel Navarro, es un cantante, guitarrista y compositor español.
Fue elegido en Objetivo Eurovisión para representar a España en el Festival de la Canción de Eurovisión 2017 que tuvo lugar en la ciudad de Kiev (Ucrania). El tema ganador en la selección fue «Do It for Your Lover», que obtuvo el último puesto en el festival, con únicamente 5 puntos del televoto, otorgados por Portugal.

## Biografía
Hijo de Montse Quesada, trabajadora de El Corte Inglés, y de Manuel Navarro, trabajador de Lidl, quiso ser futbolista antes de dedicarse a la música. Fue fichado por el C. E. Sabadell y después jugó con el Viladecavalls F.C., para finalmente dedicarse a la música.
Está estudiando la carrera de Turismo en la Universitat Autònoma de Barcelona.

## Carrera musical

### Debut profesional
En el 2014 se dio a conocer después de ganar la segunda edición del concurso autonómico para jóvenes talentos musicales Teen Star con su versión acústica de «Hold on, we're going home», del canadiense Drake, que le permitió firmar su primer contrato discográfico con TeenStarRecords y, unos meses después, fichar por la misma agencia que impulsó a los grupos Auryn y Sweet California, banda a la que acompañó en su anterior gira "Wonder Tour" como telonero. Asimismo, grabó el primer tema de su autoría debutando como compositor, titulado "Brand new day".
En 2016 firmó con la discográfica Sony Music Entertainment (SME), y lanzó su primer sencillo, «Candle».  En enero de 2017 lanzó su segundo sencillo, «Do It for Your Lover», un tema pop compuesto también por él mismo, entrando  en la lista de LOS40, alcanzando el puesto número 19, siendo considerado como una de las figuras emergentes para 2017. El día de la celebración del festival se encontraba en el último puesto en dicha lista.

### Festival de la Canción de Eurovisión 2017
El 12 de enero de 2017 se anunció su participación en Objetivo Eurovisión 2017, la preselección para representar a España en el Festival de Eurovisión 2017, junto a Paula Rojo, Mario Jefferson, Maika Barbero, Mirela Cabero y Leklein. 
El 11 de febrero fue seleccionado para representar a España en el Festival de Eurovisión 2017, con su tema «Do It for Your Lover», tras imponerse en el programa Objetivo Eurovisión a los otros cinco participantes con 34 puntos del jurado profesional y 24 del televoto que sumaron un total de 58. Las votaciones acabaron en empate con Mirela, que había sido la ganadora del voto popular, el jurado volvió a votar para romper el empate y, por dos votos a uno, se eligió a Manel como representante ante críticas y abucheos del público presente. El público consideró que el jurado, uno de los integrantes del cual promovió la candidatura de Manel en su programa de radio y es su amigo personal, penalizó a Mirela al darle una puntuación muy por debajo de lo percibido por el público. Apenas se supo el resultado, por las redes sociales se desató un aluvión de críticas al ganador y a la producción de la gala, además alegatos de fraude en las votaciones para favorecer a Manel. Incluso el PSOE, partido en la oposición en ese momento, pidió explicaciones al gobierno y a RTVE por la gala.
Manel participó el 13 de mayo en la final del Festival de la Canción de Eurovisión 2017 actuando en decimosexto lugar.
Su actuación se vio deslucida por un grave fallo de afinación en el punto álgido de la canción, un gran gallo, este incidente fue ampliamente comentado en las redes y objeto de todo tipo de chascarrillos, incluso por parte del mismo cantante.  El resultado de su participación en Eurovisión, por posición, ha sido el más bajo de España en la historia del concurso. Siendo la única vez que se ha obtenido el último puesto de 26 países y el único intérprete que no consiguió ningún punto de los cuarenta y dos jurados, dejando evidente la diferencia de criterio entre los jurados profesionales europeos y los elegidos por RTVE. Consiguió solamente cinco puntos del televoto de Portugal que evitaron que acabara su participación sin puntos.

### Después de Eurovisión
El 2 de junio de 2017 publica el tema «Keep on Falling», que cuenta una historia propia de superación personal.

«El tema lo escribí después de uno de los golpes más grandes que me ha dado la vida. De esas que piensas "de esto no me levanto". Creo que todos hemos pasado por algo así. Pero te levantas. Todos lo hacemos. Porque no es más grande el que no se cae, sino el que se pone de pie y lo vuelve a intentar. Este es mi pequeño mensaje de superación y Antibullying. Ojalá me ayudéis a compartirlo con el mundo y difundamos el amor de la misma forma, que a veces, hacemos con otras cosas.»
Manel Navarro

En agosto lanza la campaña anti-bullying #LoSuperé, a la que se unieron famosos como Carlos Baute, Gemeliers, Adrián Rodríguez y Nathan Trent.
En abril de 2018 anuncia su fichaje por la discográfica Universal Music y publica el tema «Voulez-vous Danser?».

## Discografía

### Sencillos
- 2014: «Brand Nre Day»
- 2016: «Candle»
- 2017: «Do It for Your Lover»
- 2017: «Keep on Falling» videoclip en el que sale la actriz Irene Ferreiro
- 2018: «Voulez-vous Danser?»
- 2018: «Roller Coaster Ride»
- 2019: «El Comiat de la Vida»
- 2019: «Mi mejor despedida» ft.Funambulista.
- 2020: «Que Te Vaya Bien»
- 2020: «Que Et Vagi Bé»
- 2020: «Los Restos»
- 2020: «Quiéreme»
- 2021: «Que Tengas Suerte»
- 2021: «¿Qué Tal?» Ft. Miki Núñez
- 2021: «Piedra»
- 2022: «Lo Que Hay»

### Álbumes
- 2017: «Do It For Your Lover» (7 canciones | 21 min 59s) - Música Global Discográfica, S.L. y Sony Music Entertainment España, S.L.
- 2021: «Cicatriz» (7 canciones | 23 min 13s) - Música Global Discográfica, S.L. distributed by Altafonte.